# Епархия Алотау-Сидеи
 Епархия Алотау-Сидеи (лат. Diocesi di Alotau-Sideia) — епархия Римско-католической церкви c центром в городе Алотау, Папуа – Новая Гвинея. Епархия Алотау-Сидеи входит в митрополию Порт-Морсби. Кафедральным собором епархии Алотау-Сидеи является собор Святейшего Сердца Иисуса.

## История
13 июня 1946 года Святой Престол учредил апостольскую префектуру Самараи, выделив её из апостольского викариата Папуасии (сегодня — Архиепархия Порт-Морсби). 11 ноября 1956 года апостольская префектура Самараи была преобразована в апостольский викариат.
15 ноября 1966 года Римский папа Павел VI выпустил буллу Laeta incrementa, которой преобразовал апостольский викариат Самараи в епархию Сидеи.
28 апреля епархия Сидеи была переименована в епархию Алотау-Сидеи.

## Ординарии епархии
- епископ  Francis John Doyle (18.05.1951 — 7.03.1970);
- епископ Desmond Charles Moore (7.03.1970 — 25.06.2001);
- епископ Francesco Panfilo (25.06.2001 — 18.03.2010 — назначен вспомогательным епископом архиепархии Рабаула);
- епископ Rolando Santos (6.04.2011 — 7.07.2025, в отставке);
- епископ Jacek Piotr Tendej, C.M. (7.07.2025 — по настоящее время).

## Источник
- Annuario Pontificio, Ватикан, 2007
- Булла Laeta incrementa  (лат.)